# Уилбарджър (окръг, Тексас)
Окръг Уилбарджър (на английски: Wilbarger County) е окръг в щата Тексас, Съединени американски щати. Площта му е 2533 km², а населението - 14 676 души (2000). Административен център е град Върнън.